# 御茶湯御政道

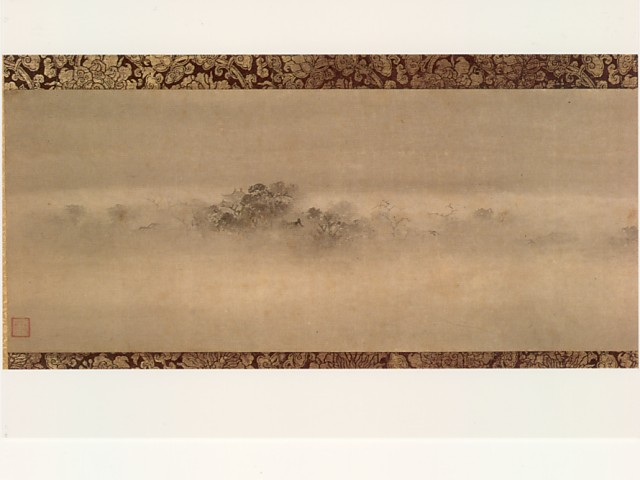
松永久秀から信長に進上された『煙寺晩鐘図』牧谿
畠山記念館収蔵

御茶湯御政道（おんちゃのゆごせいどう）とは、羽柴秀吉の書状にみえる、織田信長による茶の湯の政治利用を意味する言葉。具体的には、信長が配下の武将に茶会を催すことを許可したことを指すと考えられているが、それよりもより広範囲の名物狩りや茶道具の下賜を含む概念とする意見もある。
本記事では、信長の茶の湯の政治利用も含めて記述する。

## 概要
喫茶文化は鎌倉期に禅宗と共に日本に流入し、南北朝期には守護大名が競って茶会を催すようになり、茶の湯は武家社会の饗応の一種となった。また、室町期になると将軍の御成が主従関係を示す武家儀礼として機能し始めるが、そうした中で室礼が重視されたため、そこで用いる道具が政治的な意味を持ち始める。そこで大名は競って唐物、とりわけ名物と呼ばれる道具を集めるようになり、価値が高められた。また、将軍に由来する御物が市場に流出して名物茶器として認識されるようになり、名物を鑑賞する茶会が開かれるようになる。こうした名物飾りを行う茶の湯を大名茶湯と呼ぶ。
田中義成らは、このような大名茶湯を信長は積極的に政治利用したと指摘している。具体的には、室町将軍に所縁のある東山御物を中心に茶道具を蒐集し（名物狩り）、示威行為としての茶会を開き、褒美として名物を配下の武将に与え、これを用いた茶会を催すことを許す（ゆるし茶湯）ことなどが知られる。特に名物茶道具を一国一城に匹敵すると位置づけて、論功行賞に用いた事は著名である。
御茶湯御政道とは信長の死後に秀吉が書状に記した言葉であるが、この解釈は様々である。桑田忠親や米原正義は許可なく茶会を開くことを禁じた茶湯政治と解釈し、村井康彦は政治とは無関係の茶湯禁制であったとし、竹本千鶴は信長から下賜された茶器を用いた茶の湯の許可とし、田中仙堂は堺衆を茶頭とした茶の湯の許可としている。一方で広義には、信長の茶の湯の政治利用の代名詞として用いられてきた。

## 秀吉書状の御茶湯御政道
御茶湯御政道は、天正10年（1582年）10月18日付の秀吉の書状に見られる文言である。この書状は、信長が本能寺で横死した後に、羽柴秀勝（信長の四男）を喪主として葬儀を行った直後に書かれたもので、体裁は斎藤利堯・岡本良勝両名充てになっているものの実質は織田信孝に充てたもので、原本は現存しないがその写しと草案が数点存在している。
書状は「信長から受けた恩を忘れた事は無く、織田一族を疎略に思ったりはしない」という趣旨であり、引用の文章は秀吉の手柄を列記した部分の冒頭に記されている。これに先立つ14日付の草案と思われる文章も伝わっているが、そこに御茶湯御政道の文言はなく、この4日間に秀吉によって造られた言葉と考えられる。また、逆接の意味がある「雖」を付けて「茶の湯を許された」と続くことから、竹本千鶴は、御政道とは禁制を意味するもので、「信長により茶の湯を禁じられているが、これを私たちは許された」と解釈し、ゆるし茶湯を意味するとしている。また、田中仙堂は、書状の目的を「自分が信長から最も目を掛けられていた」と主張する事とした上で、信長の茶道具の下賜と茶会開催の許可がそうした意味合いを持っていたとしている。
この書状にみえる信長に許された秀吉の茶会は、天正9年（1581年）12月22日に催された茶会と考えられる。秀吉はこの茶会の事を今井宗久・今井宗薫に充てて書状に書いているが、秀吉はこの茶会を「御茶之湯」と呼び、室礼には信長から拝領した「御道具」を用いている。その他に、茶会を行う事、堺衆を茶頭とする事、茶道具を下賜する事の3点を信長から許されたことが分かる。竹本は、こうした点から「御茶之湯」の開催は織田政権内の中枢にいることを誇示する目的があったとしている。

## 信長による茶の湯の政治利用
一方では御茶湯御政道は、信長の茶の湯の政治利用の全般を示すとする説もある。田中義成は、信長の茶の湯を「天下経論の一策」と評してその政治性を指摘したが、この田中の説が茶道史研究で継承されてきた。谷端昭夫は、御茶湯御政道は、戦功などによる名物下賜、茶会開催の許可、信長の茶頭を相手とする茶会の許可という段階が踏まれたとしている。また竹本は、名物茶器に従来の室礼としての価値に加えて、信長は茶道具を蒐集・披露・下賜することで和睦・服従・論功といった政治的な価値を付加したと評価している。
なお竹本は、信長の茶の湯の政治利用を実務面で支えたのは、大名茶湯の熟練者で堺代官として堺衆ともつながりの深かった松井友閑だったと推測している。

### 東山御物と茶道具
信長の時代における茶道具の名物とは、室町将軍家が所蔵した御物を意味する。こうした御物は俗に東山御物と称されるが、その実態は足利義満・足利義持・足利義教を中心として、唐物（明や朝鮮からの輸入品）の進物・献上を母胎とし、同朋衆によって目利きされ将軍の元に集められたものと考えられる。御物は将軍御座所の室礼として用いられて将軍の権威の象徴となり、その内容は『君台観左右帳記』に纏められた。こうして価値づけをされた御物は、足利義政の時代に幕府の困窮により市場に流出し、東山御物と呼ばれるようになる。
一方で、室町期には将軍の御成が政治的儀礼となっていく。将軍を迎える戦国大名は、その場所を御座所同様に設える必要があった。その座敷飾りの手本として『君台観左右帳記』が用いられるようになるが、大名は単にこれを手本とするだけでなく、市場に流出していた御物を豪商を仲介して蒐集し、室礼に用いるようになる。やがて御物を中心とした座敷飾りは、家の格式を示すための政治的な意味を持つようになる。
また市場に流通するようになった御物は、大名や商人の間で名物茶器として認知されるようになってくる。『君台観左右帳記』の内容は簡略化され、茶の湯における台子飾りへと変化し、唐物を鑑賞しながら茶を飲むようになる。山上宗二が著書『山上宗二記』に「古今唐物を集、名物之御厳り全く数寄人は、大名茶湯と云也」と記したように、こうした唐物を鑑賞する茶会は大名茶湯と呼ばれ、現代の茶道に繋がるわび茶とは別の系統となって発展した。やがて大名は名物飾りの茶会を催して権力を誇示するようになるが、神津朝夫は、信長はこうした茶会を松永久秀を真似たのだろうとしている。

### 名物蒐集と名物狩り

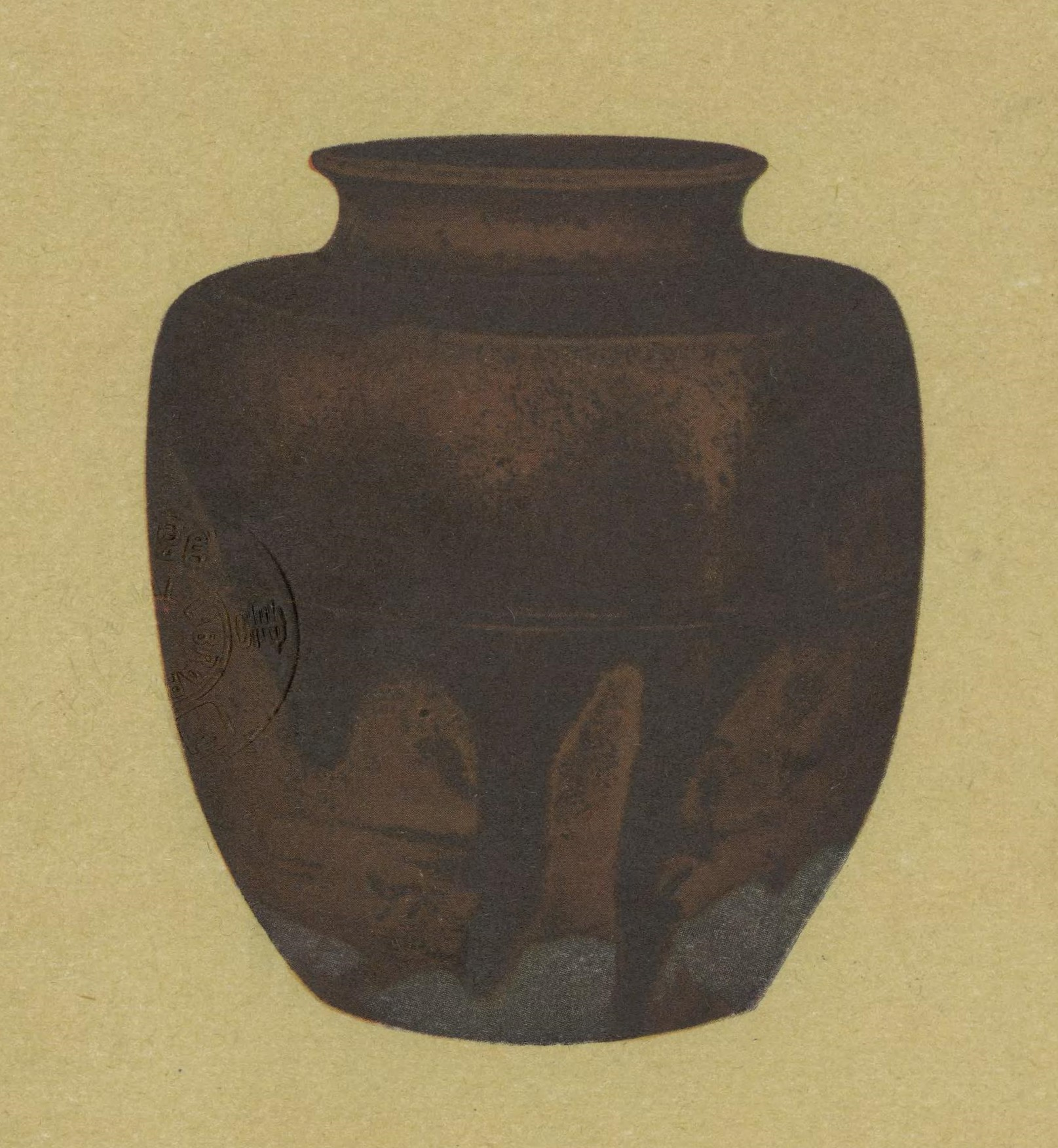
信長から信忠へ譲られた「初花肩衝」の絵
実物は德川記念財団収蔵

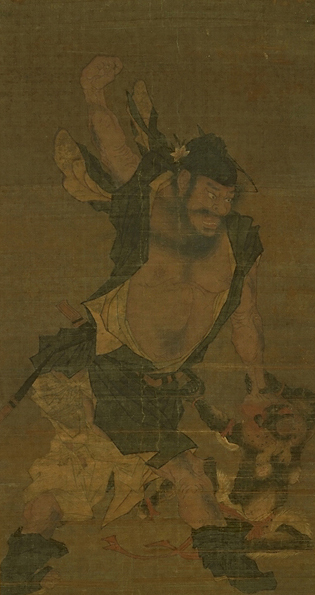
足利将軍家伝来で信長から明智光秀に下賜された『鍾馗図』
和泉市久保惣記念美術館収蔵

信長による名物の蒐集は、永禄11年（1568年）に上洛した際に、松永久秀から九十九髪茄子、今井宗久から松嶋葉茶壷と紹鴎茄子が贈られた事から始まったとする説が知られるが、実際はもっと早かったと考えられる。しかし、上洛以降に信長が名物蒐集を行ったことは事実で、特に永禄12年と13年に金銀や米・銭と交換で9点の名物を「召置」いた事が知られている。この「召置」は『信長公記』に見られる表現で、強制蒐集を意味すると理解され、永島福太郎によって「名物狩り」と称されるようになった。しかし、永島はその後の研究で『今井宗久茶湯書抜』に「信長様が御覧になるというので友閑様の元に持参した」と記されている事などから「名物茶器を入手したい信長が所有者に呼びかけて行った品評会であったのではないか」という説を唱えており、強制性について疑問を呈している。
信長の名物蒐集について谷端は、信長は審美眼を持ち合わせておらず、東山御物や珠光名物など評価の定まったものを選び取っていたとしている。一方で竹本は、茶器の著名度、特徴ある形状、旧蔵者の履歴の3点を吟味して、信長独自のものさしで選び取ったと推察している。なお、名物蒐集の目的について桑田は、家臣への論功行賞の為の資産作りであったとする説を唱えているが、中村修也は、東山御物を蒐集することで、足利将軍家の権威を自らに投影する目的があったとしている。
また名物茶器は前述の召置のほか、信長への贈答品もあった。こうした茶器の贈答は、信長への迎合・服従、敵対勢力からの降伏・和睦など政治的な意味合いを含んでいたと考えられ、特に久秀から服従の証として贈られた東山御物の九十九髪茄子や、降伏と平蜘蛛釜の譲渡を拒んだ逸話は著名である。
竹本によると、こうして信長により蒐集された茶道具の総数は伝聞資料なども含めると235点にのぼる。

#### 信長所有と伝わる現存する茶道具
以下、信長所有と伝わる現存する茶道具の一部を記す。
- 残雪（西本願寺）
- 一文字井戸茶碗（西本願寺）
- 本能寺文琳（五島美術館）
- 唐金釜（安土摠見寺）
- 金林寺（大雲院）
- 若狭盆（大雲院）
- 残石（大雲院）
- 天目台（阿名院）
- 古林清茂筆墨跡（五島美術館）
- 井戸茶碗銘信長（畠山記念館）
- 大名物古瀬戸肩衝銘横田（徳川黎明会）
- 稲葉大海（五島美術館）
- 柴田井戸（根津美術館）
- 虚堂智愚墨跡（静嘉堂文庫）
- ふくべ釜（畠山美術館）
- 普化図（出光美術館）
- 叭々鳥-牧谿筆（五島美術館）
- 虚堂墨跡（静嘉堂文庫）
- 真形釜（東京国立博物館）
- 煙寺晩鐘-牧谿筆（畠山記念館）
- 円乗坊肩衝（畠山記念館）
- 鍾馗図（久保惣記念美術館）
- 大海（野村美術館）
- 叭々鳥-伝牧谿筆（MOA美術館）

### 茶会での名物披露
以上のように蒐集された茶器を信長は茶会で披露していた。竹本によれば、信長が名物茶器を茶会で使用したのは信長政権の樹立を図った天正元年からの3年間に集中している。
信長が催した茶会の記録は『天王寺屋会記』などの茶会記に詳しく記録されている。一例として天正3年10月28日に行われた茶会では、三好・武田・本願寺に対する戦勝祝いに訪れた堺衆を歓待しているが、彼らは弾薬などの調達で功績のあった商人らであった。用いられる茶道具は先だって和睦の証として三好康長から進上された三日月葉茶壷と、石山本願寺から進上された白天目茶碗を中心とする名物である。この茶会は、敵対勢力からの降伏・和睦である事を茶器の由来として聞かせ、信長政権の権威を示して更なる服従を求める目的があったと考えられる。茶会が終わると、そこで用いられた茶道具を客人以外に披露する「跡見」が行われた。跡見の参会者はいずれも1年ほどの間に功績があった家臣であり、茶会の場に参会する栄誉を与えることにより、家臣団の権力構造を明らかにして統制する目的があったと考えられる。
このように信長の茶会は、外部に対する権力の誇示と内部に対する家臣団の統制という2つの政治的な意図をもって催されたと考えられるが、そうした茶会は信長晩年まで行われた。特に本能寺の変の前日に公家や僧侶を招いて茶会を催していた為に、多くの名物が焼失したことが知られる。竹本は、信長はこうした茶会を行うことで、茶道具に「政治的な調度品」という価値を創造したと評価している。

### 茶道具の下賜とゆるし茶湯
やがて信長は蒐集した茶道具を家臣や豪商へ下賜するようになる。竹本は、信長が政権の安定を図った天正4年から10年の間に頻繁に下賜されたと指摘している。特に織田信忠に対し、天正3年11月28日に家督と尾張美濃2国を譲る一方でこの時点では茶道具を譲渡せず、天正5年に戦功があったのちに同12月28日に名物を下げ渡している点に注目し、茶道具の下賜に政治的な意図があったと指摘している。
また滝川一益は、天正10年（1582年）に甲州征伐の恩賞として上野・信濃の郡と関東管領の職を与えられたが、下賜されると願っていた名物の珠光小茄子が与えられなかったため「茶の湯の冥加はつき候」と書状に記した。桑田は、こうした記述から名物茶器には一国一城、あるいは関東管領の職よりも価値があったと指摘した。
以上のように信長から御道具を拝領した人物でも、必ずしもそれを用いた茶会の開催を許された訳ではないと考えられる。また、秀吉が御道具を拝領（天正4年）してから茶会が許される（天正6年）まで時間差があるように、一体した行為ではない。竹本は、織田政権下では、貢献があった家臣に「御道具」が下賜され、さらに功績があったものに「御茶之湯」が許される2段構成であったとし、茶会の開催は天正6年正月に信忠が開いた事を契機として功績のあった家臣に許可するようになったとしている。竹本は、信長所蔵の名物を下賜し、それを用いた茶会を開催を許可することを「ゆるし茶湯」と表現している。
こうした「御茶之湯」は家臣にとっては信長政権の中枢にいることを誇示する目的があるが、一方では信長の茶会同様に信長政権の権威を示す行為と考えられる。一例として明智光秀や野前長前らは博多商人の島井宗室を招いて茶会を開いており、竹本はその目的を、信長の権威を示し九州商人を懐柔し、その背後にいる九州大名を威圧することであったとしている。

#### 信長が下賜した御道具
以下、信長から御道具を拝領した人物を記す。
- 朝山日乗 - 窯変天目
- 丹羽長秀 --珠光茶碗・玉澗筆市絵・木枯茶入・古林清茂の墨跡・漢丸壺
- 羽柴秀吉 - 牧谿筆洞庭秋月・乙御前釜・四捨石・馬麟（英語版）筆雀の絵・砧の花入・朝倉肩衝・大覚寺天目・尼崎台・玉徳竹茶杓・てつはね火箸・高麗茶碗・紹鷗小霰釜
- 松井友閑 - 朝倉肩衝（茄子）
- 織田信忠 - 初花肩衝・松花・雁の絵・竹の子花入・くさり・藤波釜・道三茶碗・内赤の盆・珠徳竹茶杓・大黒庵瓢箪炭取・高麗箸
- 明智光秀 - 八角の釜・牧谿筆椿の絵・信長自筆の書・平釜・筑紫
- 市橋長利 - 牧谿筆芙蓉の絵
- 佐久間信栄 - 雀絵・はし鷹・牧谿筆ぬれ雀・牧谿筆燕の絵
- 野間長前 - 牧谿筆燕の絵・高麗茶碗
- 柴田勝家 - 姥口釜・柴田井戸茶碗
- 滝川一益 - 山桜の壺・白雲の壺
- 村井貞勝 - 豊後天目
- 佐久間信盛 - 在明
- 筒井順慶 - 青苔信楽茶入
- 曲直瀬道三 - 富士茄子・菱食・牧谿筆目黒達磨
- 千宗易 - 蘭奢待
- 津田宗及 - 蘭奢待・姥口釜・鉄の巻・文琳
- 若狭屋宗啓 - 龍の段の覆
- 山上宗二 - 李安忠筆馬の絵
- 針屋宗和 - 公方様の高麗茶碗
- 本願寺顕如 - 残雪梵山・一文字井戸茶碗
- 阿名院道雅法印 - 天目台
- 貞安上人 - 金林寺茶入
- 大徳寺三玄院 - 牧谿筆猿猴の絵
- 梅屋寺 - 石茶臼・唐金香炉
- 本遠寺 - 青磁香炉

#### 茶の湯を許された人物
以下、「御茶之湯」を許された人物を記す。ただし竹本は記録に残されていない人物がいた可能性を指摘している。
- 織田信忠 - 天正6年1月4日
- 明智光秀 - 天正6年1月11日
- 佐久間信栄 - 天正6年1月30日
- 羽柴秀吉 - 天正6年10月15日
- 野間長前 - 天正8年5月22日
- 村井貞勝 - 天正10年4月9日

### 後世への影響
秀吉もまた、茶の湯を政治に利用した。ルイス・フロイスは『日本耶蘇会年報』に「信長の後を継ぎたるが故に、己の威厳を増す為に、全力を尽くして其の威厳を増し、信長が有したる評判を、己に収めん為、一切の手段を用いたり」と秀吉を評している。
天正11年（1583年）7月2日に秀吉は千宗易と津田宗久を招き茶会を催したが、ここで用いた茶道具は、本能寺の変以降に秀吉が入手した故信長旧蔵の『煙寺晩鐘』と『初花肩衝』であった。竹本は、特に『初花肩衝』は家督を相続した信忠へ譲られたもので、この茶会は秀吉が信長の後継者であることを誇示する目的があったとしている。また、秀吉の名物茶器蒐集は政治的混乱から豊臣政権が確立するまでの天正13年（1585年）以前と、北野大茶湯が行われた天正15年（1587年）にピークがあり、特に前者において信長の旧蔵品、あるいは信長から家臣に下賜された名物茶器を中心に蒐集しているが、蒐集された茶器を秀吉は故信長の旧家臣に披露している。たとえば天正11年9月16日に大坂城内にて行われた「御道具そろへ」において、名だたる茶人に名物茶器を持参させて座敷飾りをして参会者に披露しているが、これを記録した『天王寺屋会記』には、秀吉が披露した名物の多くが信長伝来のものであり、それらを「秀吉の御物」と記している。こうした事から竹本は、信長旧蔵の茶器を蒐集して、これを用いた茶会を開くことで信長の後継者であることを周囲に認識させたと推測している。こうした信長伝来の名物を披露する茶会は、天正13年（1585年）3月に信長の菩提寺である大徳寺総見院での茶会まで続くが、同年10月に秀吉が関白に任ぜられると室礼に用いる茶道具から信長伝来の名物が外され、備前焼や瀬戸焼などの和物を評価するようになる。
いっぽうで、信長に所縁のある茶道具は、江戸時代に至ると名物と認識されていく。松平不昧は著書『古今名物類聚』で、東山御物を「義政によって集められ、同朋衆によって価値を付けられた」とした上で、「信長と秀吉もこれに倣い、千利休と津田宗及によって価値を付けて名物を作り上げた」と評している。ただし竹本によると、信長が利休や宗及をつかって新たな名物を生み出した事実はない。しかし、信長が名物を蒐集したことにより、「天下人である信長の旧蔵品」という由緒が、後世に茶道具の価値を高めることになったと考えられる。
また、政治的な目的をもって信長が行い秀吉が継承した大名茶湯は、大徳寺茶会を境として行われなくなってくる。信長から引き続いて秀吉にも仕えて大名茶湯を仕切っていた松井友閑は天正14年6月に罷免され、秀吉はそれ以降は千利休が大成しつつあった「侘数寄」に傾倒していく。竹本は、こうした流れは秀吉が信長を凌駕する意図をもって行われたと推測し、これにより大名茶湯が終焉したとしている。